# Berbatovo
Berbatovo (en serbe cyrillique : Бербатово) est un village de Serbie situé dans la municipalité de Palilula et sur le territoire de la ville de Niš, district de Nišava. Au recensement de 2011, il comptait 323 habitants.

## Démographie

### Évolution historique de la population
| 1948 | 1953 | 1961 | 1971 | 1981 | 1991 | 2002 | 2011 |
| ---- | ---- | ---- | ---- | ---- | ---- | ---- | ---- |
| 910  | 959  | 876  | 586  | 441  | 367  | 364  | 323  |

|  |